# Városháza (Poznań)
A poznańi városháza (lengyelül: ratusz w Poznaniu) egy történelmi városháza a lengyelországi Poznań óvárosában, a Régi piactér közepén. 1939-ig a helyi önkormányzat székhelye volt, ma múzeumnak ad otthont. A városháza eredetileg a középkori város 1253-as alapítását követően, a 13. század végén épült; nagyjából mai formáját 1550–1560-ban nyerte el, amikor Giovanni Battista di Quadro manierista stílusban, díszes loggiával átépítette. A város egyik turisztikai látványossága a minden délben a városháza órája fölött megjelenő két egymást öklelő mechanikus kecske bemutatója.

## Története
A városháza a Warta bal partján 1253-ban alapított város közigazgatási funkcióját látta el. 1300 körül, II. Vencel cseh király uralkodása alatt készült el, és először 1310-ben jegyezték le latin nyelven, Domus Consulum néven. Ez egy egyemeletes gótikus épület volt, amelynek pincéi mind a mai napig megmaradtak. Az épületet a 15. században bővítették, és a századfordulón tornyot építettek az északnyugati sarkára. A belső teret 1504 és 1508 között átalakították.

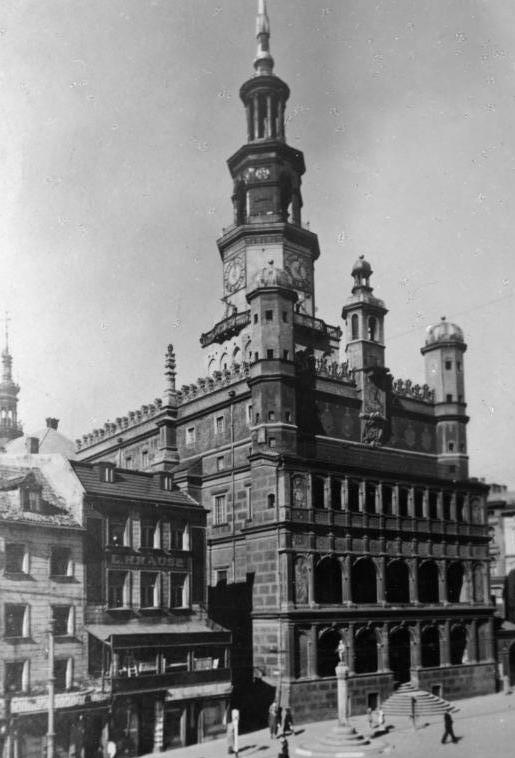
1910 körül, a német fennhatóság alatt

1536-ban a városban súlyos tűzvész pusztított, amely súlyos károkat okozott a városházában is. 1540–1542-ben javítási munkálatokat végeztek, különösen a tornyon, de az továbbra sem volt biztonságos, így 1550-ben a városi tanács megbízta Giovanni Battista di Quadrót, hogy végezze el az újjáépítést. A munka 1560-ig tartott. Di Quadro hozzáadott egy felső szintet, meghosszabbította az épületet nyugat felé, attikafallal és háromszintes loggiával bővítette. Új órát készítettek (1551-ben helyezték üzembe) három teljes és egy fél számlapos órával, és „komikus elemként” kecskékkel (lásd a következő szakaszt).
1675-ben a tornyot, az órát és a kecskéket villám pusztította el. A tornyot 1690-ben építették újjá, ekkor már elérte a 90 méteres magasságot. A torony tetejét egy 1725-ös hurrikán lerombolta. 1781–1784-ben a város „Jó Rend Bizottsága” erőfeszítéseinek köszönhetően jelentős felújítást végeztek az épületen, és ekkor nyerte el mai formáját. A klasszicista stílusú toronytetőt Bonawentura Solari tervezte, tetején pedig egy kétméteres szárnyfesztávolságú fehér sast helyeztek el. A keleti homlokzatra Franciszek Cielecki Jagelló királyokat festett, a központi torony alatt pedig a király „SAR” monogramját (Stanislaus Augustus Rex) tartalmazó kartus kapott helyet.
A következő nagyobb felújításra 1913-ban, a Német Császárság idején került sor, amikor „észak-német” stílust adtak az épületnek. Az eredeti késő reneszánsz polikrómia megsemmisült. Egy további emelettel bővítették, és 1913-ban visszaállították a toronyban az 1675 óta hiányzó kecskéket. 1943 októberében a városháza volt Heinrich Himmler poseni beszédének színhelye. A poznańi csatában (1945) bekövetkezett súlyos károkat követően a városházát 1945 és 1954 között ismét rekonstruálták, amikor is visszaállították a homlokzatok reneszánsz jellegét (és a Lengyel Népköztársaság alkotmányának szemelvényeit hozzáadták az attikafalhoz). A sas, amelyet a háború alatt elrejtettek, 1947-ben került vissza a toronyra. A kecskéket működtető szerkezetet 1954-ben, majd a század végén is kicserélték. Az 1992–2002 között végzett felújítás nagyrészt visszaállította az épület 1784 utáni megjelenését.

## A kecskék és a kürtszó

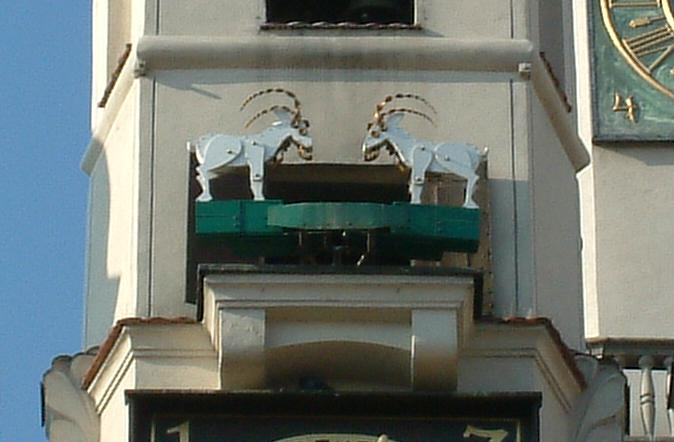
A gépesített kecskék, amelyek minden nap délben egymást öklelik

A mechanikus kecskék bemutatóját minden nap délben láthatjuk, amelyet óraütés és a hagyományos kürtjelzés (hejnał) előz meg. A többi órában, reggel 7 és este 9 óra között ugyanezt a hívást a toronyban 2003-ban felállított harangjátékon szólaltatják meg. A kecskék feltűnése Poznań egyik legismertebb turisztikai látványossága.

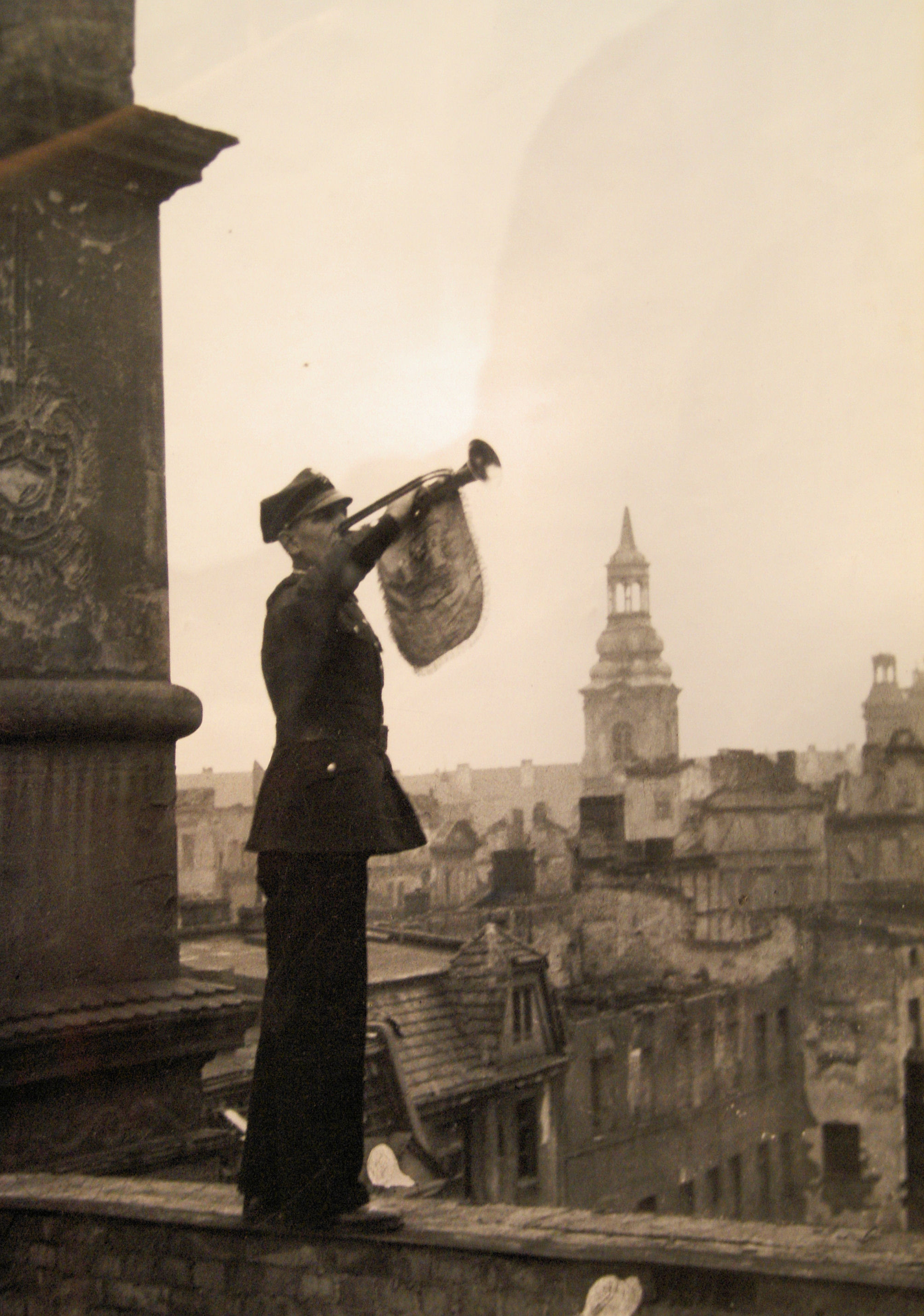
Poznańi kürtszó

Egy legenda szerint, a kecskéknek az óraműhöz való eredeti hozzáadása mögött az áll, hogy egy szakács, miközben előkészítette a lakomát a vajda és más méltóságok számára, véletlenségből elégetett egy sült szarvast, és úgy próbálta pótolni, hogy ellopott két kecskét a közeli rétről. A kecskék azonban elszöktek és felrohantak a városháza tornyára, ahol felkeltették a városlakók figyelmét, amikor elkezdték egymást öklelni (egyes verziók szerint ez hívta fel a figyelmet egy tűzre, amely egyébként jelentős károkat okozhatott volna). A szórakoztatás miatt a vajda megkegyelmezett mind a szakácsnak, mind a kecskéknek, és elrendelte, hogy két mechanikus kecskét építsenek be az épülethez készülő új órába.

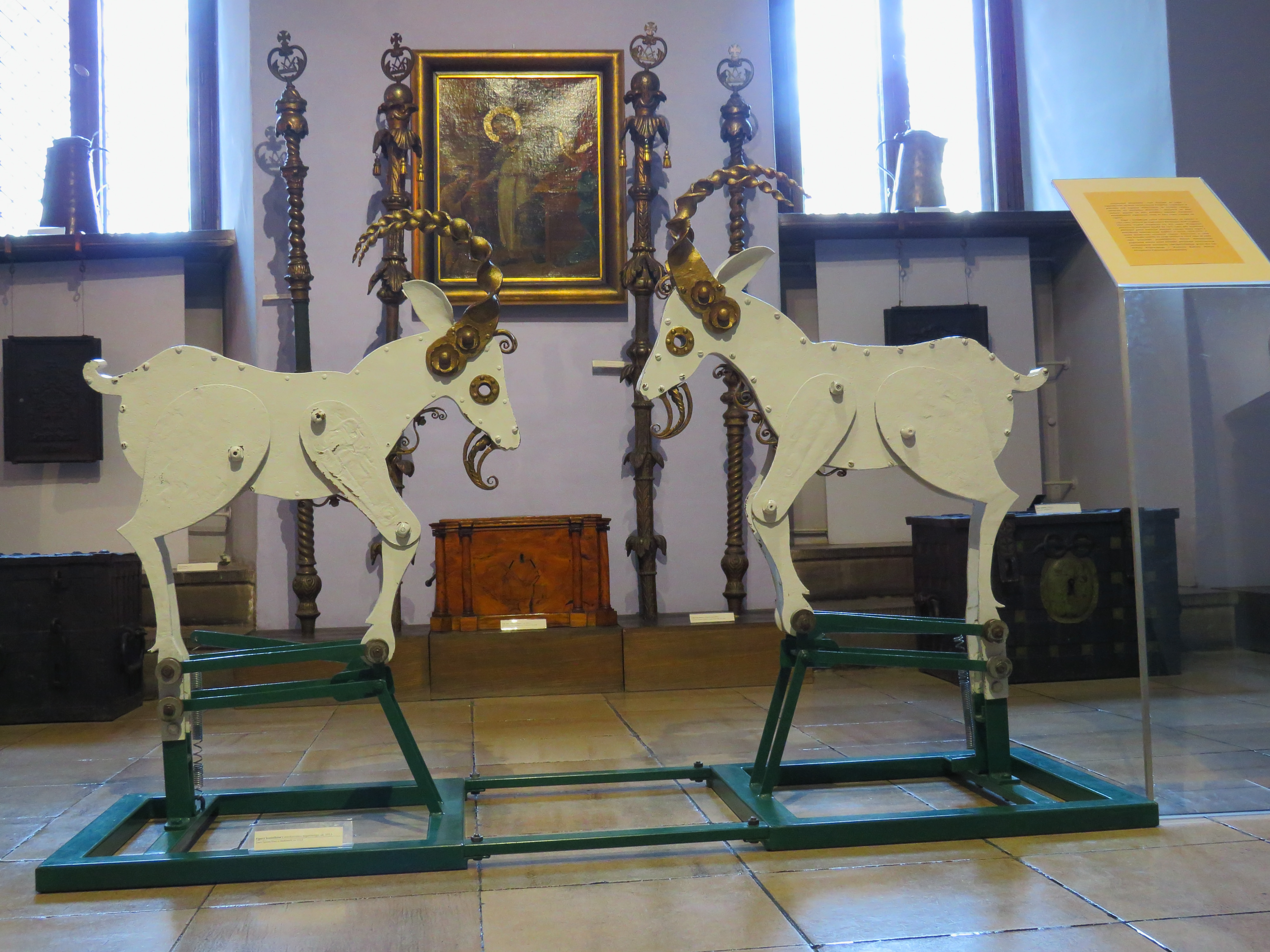
Már lecserélt kecskék a poznańi Várostörténeti Múzeumban

Egy másik legenda kapcsolódik a hejnałhoz. Eszerint Bolko, a torony trombitásának fia egyszer gondját viselte egy varjúnak, akinek a szárnyát átlőtték. A fiút éjszaka egy koronát és lila köpenyt viselő manó ébresztette fel, aki megköszönte a fiú kedvességét, és átnyújtott neki egy kis arany trombitát, mondván, hogy amennyiben veszélybe kerülne, fújja meg. E szavak után a manó varjúvá változott és elrepült. Évekkel később, miután Bolko már átvette apja helyét trombitásként, s egy támadó sereg éppen Poznań falait ostromolta, Bolko emlékezett az ajándékra, felszaladt a torony tetejére, és elkezdett trombitálni. Sötét felhők kezdtek gyülekezni a láthatáron, amelyről kiderült, hogy egy hatalmas varjúraj, amely lecsapott a támadó seregre és visszavonulásra kényszerítette azt. A trombita elveszett, amikor Bolko megdöbbenésében elejtette, de a hívást, amelyet játszott, még mindig végrehajtják.

## Kialakítása
A városháza belül pincékből, földszintből és két emeletből áll. Az épület jelenleg a Poznańi Várostörténeti Múzeumként (Muzeum Historii Miasta Poznania) működik, amely a Poznańi Nemzeti Múzeum része.

### Pincék és a földszint
A pincék a 13. és 14. század között épültek. Eredetileg egy nagy helyiség volt, középen egy tartóoszloppal; ezt később négy szobára osztották. A záróköveken Poznań címere (keresztezett kulcsok) és a cseh címer (fehér oroszlán kettős farokkal) II. Vencel cseh király korából származik. A 17. századig a pincéket áruk tárolására használták, a 17. és 18. században pedig börtön és kínzókamra volt. A 19. században étteremként működtek. Később múzeumi helyiségként használták őket, 1997 után felújítás alatt álltak.
A földszinti helyiségeket eredetileg gótikus stílusban építették, de G. B. di Quadro reneszánsz stílusban átépítette; csak egy helyiségben maradt meg az eredeti boltozat. Az építész két helyiséget is hozzáadott lunettás boltozatokkal, melyekben eredetileg a városi levéltár volt.

### Felső emeletek
Az épület második emeletét eredetileg gazdasági célokra használták; a világháborús károk következtében kiállítótérré alakították át, a mennyezetet a régi piactéri házakról mintázták. Az első emeleten azonban a legpompásabb helyiségek voltak, amelyeket a városi hatóságok hivatalos célokra használtak – ide tartozik a Díszcsarnok (Vestibulum), a Királyi csarnok és a Tárgyalóterem.

#### Díszcsarnok

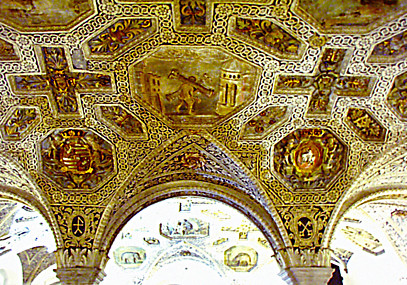
Reneszánsz stukkók a Díszcsarnokban

A Díszcsarnokot vagy vestibulumot reneszánsz stílusban tervezte G. B. di Quadro. Eredetileg a városi bíróság fontos ülésein használták. A bejárat fölött Arisztotelész Politika című művéből származó idézet, a csarnok oldalán pedig a harmadik zsoltárból származó idézet látható. A csarnok megőrizte eredeti lunettákkal ellátott boltozatait, amelyeket két oszlop és gyámkövek tartanak. A kazettás mennyezet és az oszlopok díszítettek (a mennyezeten sgraffito díszítés látható). A terem északi részén található kazettákon polikróm stukkódíszek láthatóak, amelyek Herculest és Sámsont, Dávidot és Góliátot, valamint Marcus Curtiust ábrázolják. Az alsó kazettákon Lengyelország, Litvánia, a Sforza-ház (Sforza Bona lengyel királyné volt 1548-ig), a Habsburgok (Habsburg Katalin 1553-tól lengyel királyné volt) és Poznań címerei, valamint egy angyal látható, aki egy táblát tart a kezében, rajta az 1555-ös dátummal, a mű befejezésének évével. Megtalálhatók a művészek aláírásai, házjegyei és szerszámaik ábrázolásai is. A déli részen állatok és legendás lények ábrázolásai (elefánt, oroszlán, leopárd, aegle, orrszarvú, griff, pegászosz), valamint égitesteket jelképező istenségek (nap, hold, Merkúr, Venus, Mars, Iuppiter és Saturnus) a Ptolemaiosz rendszerben. Szintén kereszt alakú kazettában Mózes és Krisztus feje látható, utóbbihoz egy másik házjegy társul.
A nyugati falon két 1508-ból bélletes kapu található, amelyek a gótikus és a reneszánsz jegyeket ötvözik. Az aranyozott ajtókon a cseh címer látható, amely valószínűleg II. Vencel cseh király idejéből származik. A nevezetes kiállítási tárgyak közé tartozik egy velencei földgömb (1688), valamint a 3. és 4. századi római császárok mellszobrai, amelyeket a 18. században Olaszországban tártak fel.
A termet jelenleg koncertekre és különleges esküvőkre használják.

#### Királyi Csarnok
A Királyi Csarnok (Sala Królewska) egykor a Díszcsarnokhoz hasonlóan gazdagon díszített volt, és a városi tanács üléseinek adott otthont. A háborús károkat követően 1954-ben részben helyreállították. Nevét a termet egykor díszítő királyi portrékról kapta (a ma kiállított festmények a Nemzeti Múzeum gyűjteményéből származnak). A teremben található egy reneszánsz kori homokkő kandalló (1541), amelyet egy szomszédos mérlegházból hozták át, amikor az épületet 1890-ben lebontották (a második világháború után eredeti stílusában újjáépítették). Található itt egy 1536-ból származó kapu is, amelyet egy régi piactéri házból helyeztek át (Stary Rynek 87).

#### Tárgyalóterem
A sala sądowát (tárgyalóterem) kisebb bírósági tárgyalásokra használták. Megőrizte a reneszánsz „tükörboltozatokat”, polikróm díszítéssel a 16. század vége és a 19. század eleje közötti időszakból. Az északi falon négy kontinens megszemélyesítése található. A bejárattól jobbra lévő falon Wacław Graff Aeropagus Maioris Poloniae festménye látható, amely egy 1726-os bírósági tárgyalásra utal. A bejárattal szemben található II. Szaniszló Ágost lengyel király márványszobra, amely 1783-ból származik.

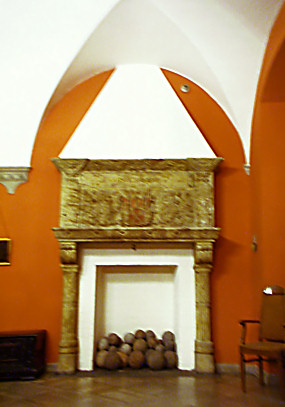
Kandalló a Királyi Csarnokban
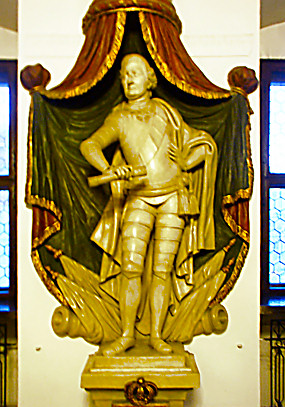
II. Szaniszló Ágost szobra a Tárgyalóteremben
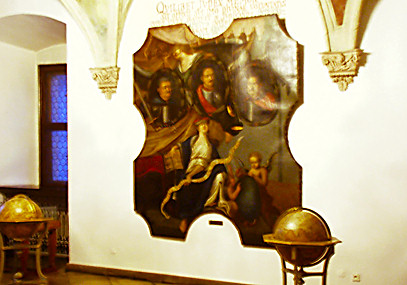
Aeropagus Maioris Poloniae
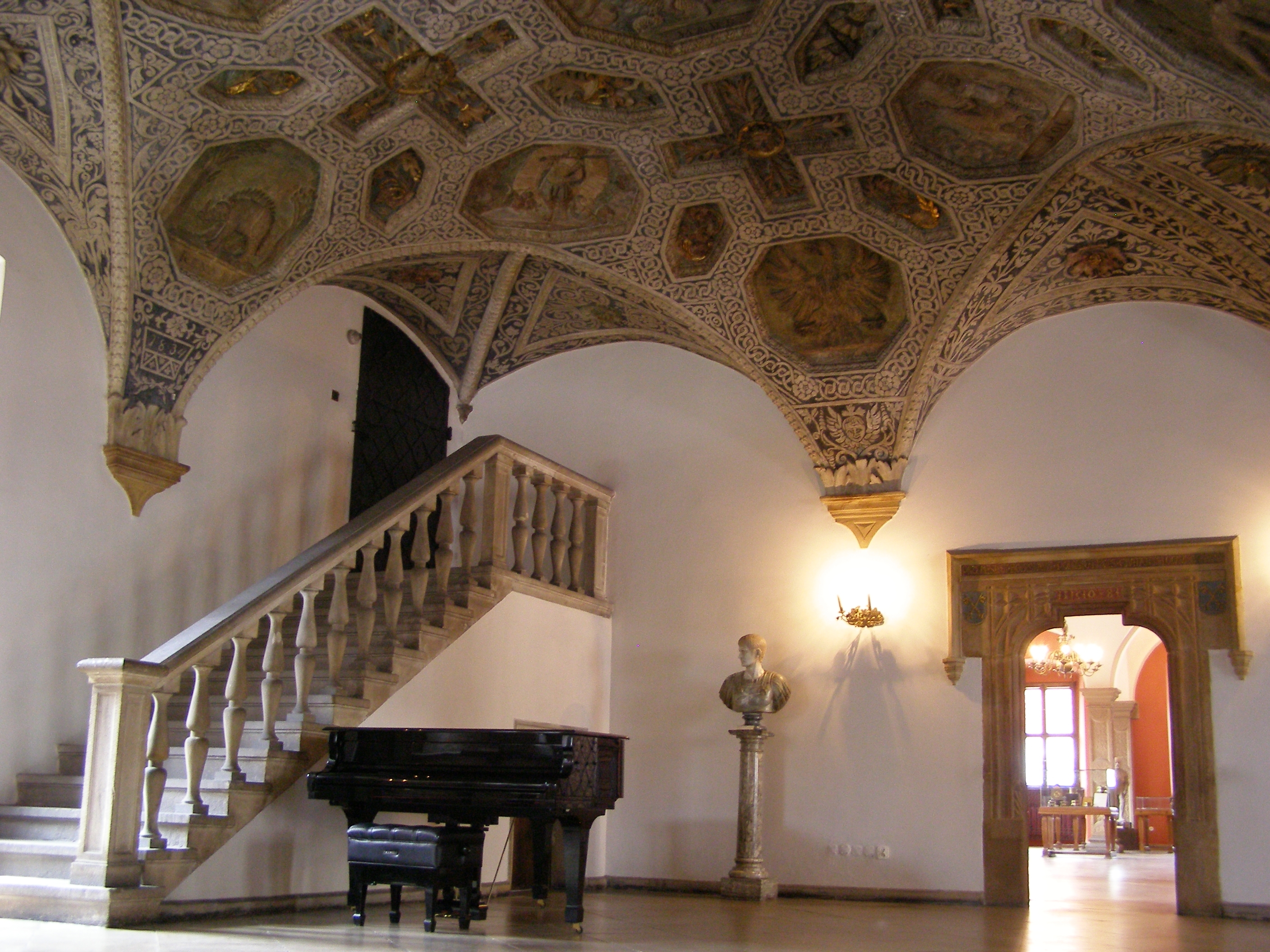
A Díszcsarnok előtere

## Külső jellemzői

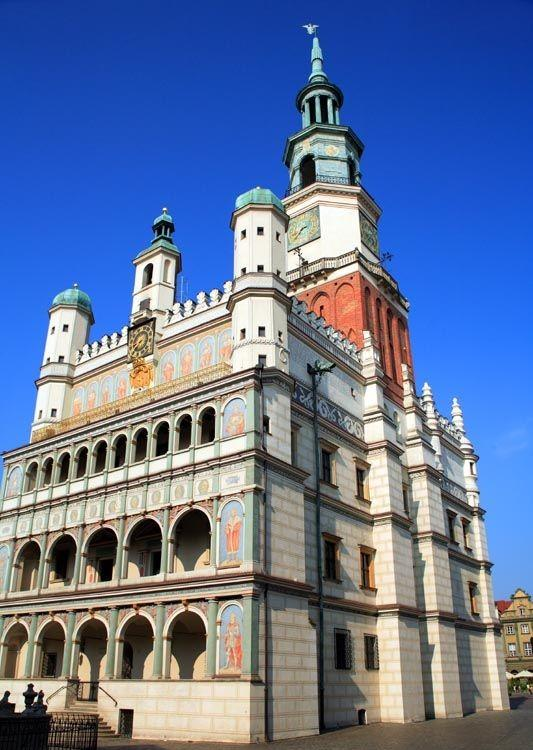
Kilátás az épületre északkeletről

Az épület kelet felé néző részén aprólékosan díszített, háromszintes loggia található. A földszinti árkádos oszlopok között öt pár női alak látható, az első négy pár erényeket ábrázol: türelem (paciencia) egy báránnyal, a bölcsesség (Prudencia) tükörrel; szeretet (charitas) két gyermekkel és az igazságosság (iusticia) mérleggel és karddal; a hit (fides) kehellyel és karddal, a remény (spes) pedig tömjénfüstölővel és a nappal; bátorság (fortitudo) egy törött oszloppal és a mértékletesség (temperancia), amelyen vázából víz folyik egy tálba. Az utolsó pár az ókori világ két híres nőalakját ábrázolja: Lukrécia (Lucrecia), a saját mellét átdöfött lándzsával, és Kleopátra (Cleapairi), a karja köré csavart kígyókkal.
A földszint és az első emelet között egy latin szövegű freskó található, amely a bíráknak szóló figyelmeztetésként szolgált. Az első emelet alatt domborművek sora található az ókori világ figuráival: Caius Gracchus és Tiberius Sempronius Gracchus testvérek, Lucius Iunius Brutus, Arkhimédész, Vitruvius, Virgil, Homérosz, I. Iusztinianosz bizánci császár, Horatius, Spartacus és a zsarnokölők, Harmodiosz és Arisztogeitón.
A loggia fölött attikafalon láthatóak a Jagelló-dinasztiából származó uralkodók, II. Ulászlótól és Hedvig lengyel királynőtől egészen II. Zsigmond Ágostig. Középen áll egy kis torony, amelynek tövében jelennek meg a kecskék napi bemutatójukra. Alatta egy óra van, amely a kecskéket vezérlő gépezettel van összekötve. Ez alatt pedig II. Szaniszló Ágost lengyel király monogramja (SAR) látható.

## Fordítás
- Ez a szócikk részben vagy egészben  a   Poznań Town Hall című angol Wikipédia-szócikk ezen változatának fordításán alapul.  Az eredeti cikk szerkesztőit annak laptörténete sorolja fel. Ez a jelzés csupán a megfogalmazás eredetét és a szerzői jogokat jelzi, nem szolgál a cikkben szereplő információk forrásmegjelöléseként.